# Strand, Karlstad
Strand är en stadsdel i Karlstad.
I början av 1900-talet började tomter i Strand säljas för bostadsbyggande. De första villorna byggdes ofta i arkitekturstilarna jugend, nationalromantik och panelarkitektur. Efter år av ganska planlöst byggande på platsen utarbetade länsstyrelsen en plan för området varpå Strand blev en officiell stadsdel i Karlstad.
Än i dag präglas bebyggelsen i Strand av det oplanerade byggandet i början av 1900-talet. Här återfinns äldre villor längs älven och i den norra delen, flerbostadshus i funktionalistisk stil samt familjevillor med 1920-talsklassicistiska drag.